# Ohaj
Ohaj (szlovákul Dolný Ohaj) község Szlovákiában, a Nyitrai kerületben, az Érsekújvári járásban.

## Fekvése
Érsekújvártól 18 km-re északkeletre, a Zsitva folyó bal partján fekszik.

## Élővilága

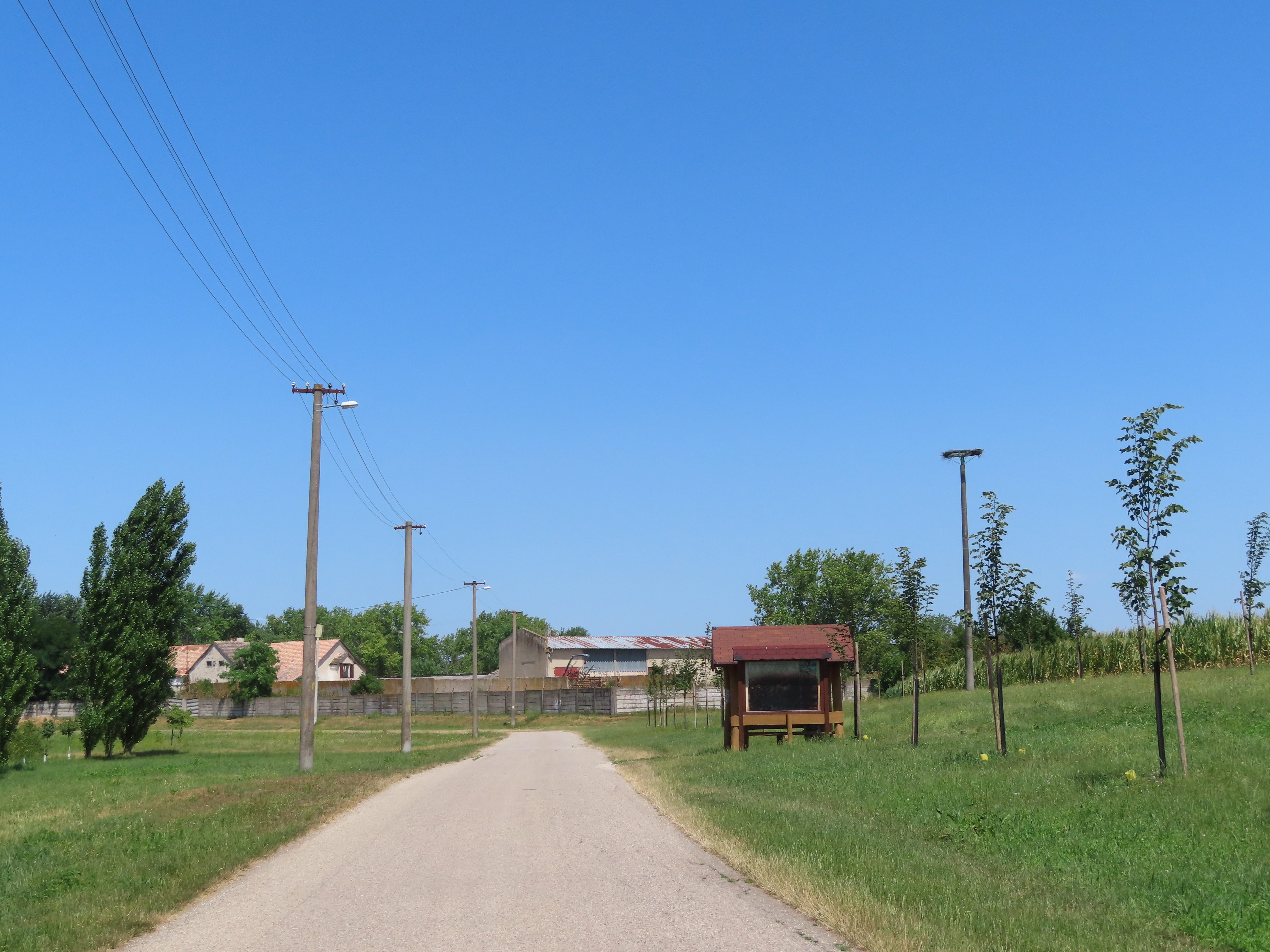

Ohajon egy gólyafészek alátét található a templom utcájában.

## Története
A régészeti leletek szerint már az i. e. 5000 körüli időben, az újkőkorban is éltek a területén emberek.
A mai települést 1293-ban "Vhay" alakban említik először. A helyi Historia Domus szerint neve "Ogoj, Vhaj, Oahaj" formában szerepel a századok során. Az 1332 és 1337 között kelt pápai tizedjegyzék említi templomát és plébániáját. 1321-ben "Ochay" Jakabot és Tamást, 1342-ben Antonius de Oahajt említik nemesei közül. 1349-ben pestisjárvány szedte áldozatait. 1534-ben a török támadás okozta károk összeírásában a község neve Ohaij alakban szerepel. Legrégebbi ismert pecsétnyomója 1839-ből, illetve 1852-ből származik.
Vályi András szerint "Nagy Ohaj. Magyar falu Bars Várm. földes Ura Balog Uraság, lakosai katolikusok, fekszik Verebélyhez fél mértföldnyire, földgyeik termékenyek, fájok kevés, réttyeik is termékenyek, keresettyek Komáromban, és a’ Dunán." 
"Kis Ohaj. Magyar falu Bars Várm. földes Urai több Uraságok, lakosai katolikusok, fekszik Nagy Ohajnak szomszédságában, mellynek filiája, ’s határja is hozzá hasonlító." 
Fényes Elek szerint "Oháj, (Kis és Nagy), 2 össze olvadt magyar-tót falu, Bars vmegyében, a Zsitva mellett: 1052 kath. lak. Diszesiti a kath. paroch. templom és az uraságok csinos lakházai. Határja messze kiterjedt, s termékeny; marha-juh tenyésztése virágzó, káposztája hires, nádja bőséggel. F. u. többen. Ut. p. Érsek-Ujvár."
A mai község Kis- és Nagyohaj egyesítéséből jött létre.
A trianoni békeszerződésig Bars vármegye Verebélyi járásához tartozott.

## Népessége
| Év:            | 1994. | 2004.   | 2014.   | 2024.   |
| -------------- | ----- | ------- | ------- | ------- |
| Emberek száma: | 1762  | 1639    | 1576    | 1468    |
| Eltérés:       |       | -6,98 % | -3,84 % | -6,85 % |

| Év:            | 2023. | 2024.   |
| -------------- | ----- | ------- |
| Emberek száma: | 1486  | 1468    |
| Eltérés:       |       | -1,21 % |

1910-ben 1081 lakosából 544 magyar, 523 szlovák, 3 német és 11 egyéb anyanyelvű volt.
2001-ben 1671 lakosából 1642 szlovák volt.
2011-ben 1600 lakosából 1550 szlovák volt.
2021-ben 1505 lakosából 10 (+1) magyar, 1406 (+2) szlovák, 4 (+1) cigány, 7 (+2) egyéb és 78 ismeretlen nemzetiségű volt.

## Neves személyek
- Itt született 1830-ban Máriássy István 48-as főhadnagy, Bars megye alispánja, 1892-1901 között Léva város polgármestere.
- Itt született 1865-ben Rubinek Gyula kisgazda politikus, miniszter.
- Itt szolgált Podhragyay Pál (1843-1910) prépost-plébános.
- Itt szolgált Kraffszky József (1857-1923) esperes, plébános, kisdednevelési író.

## Nevezetességei

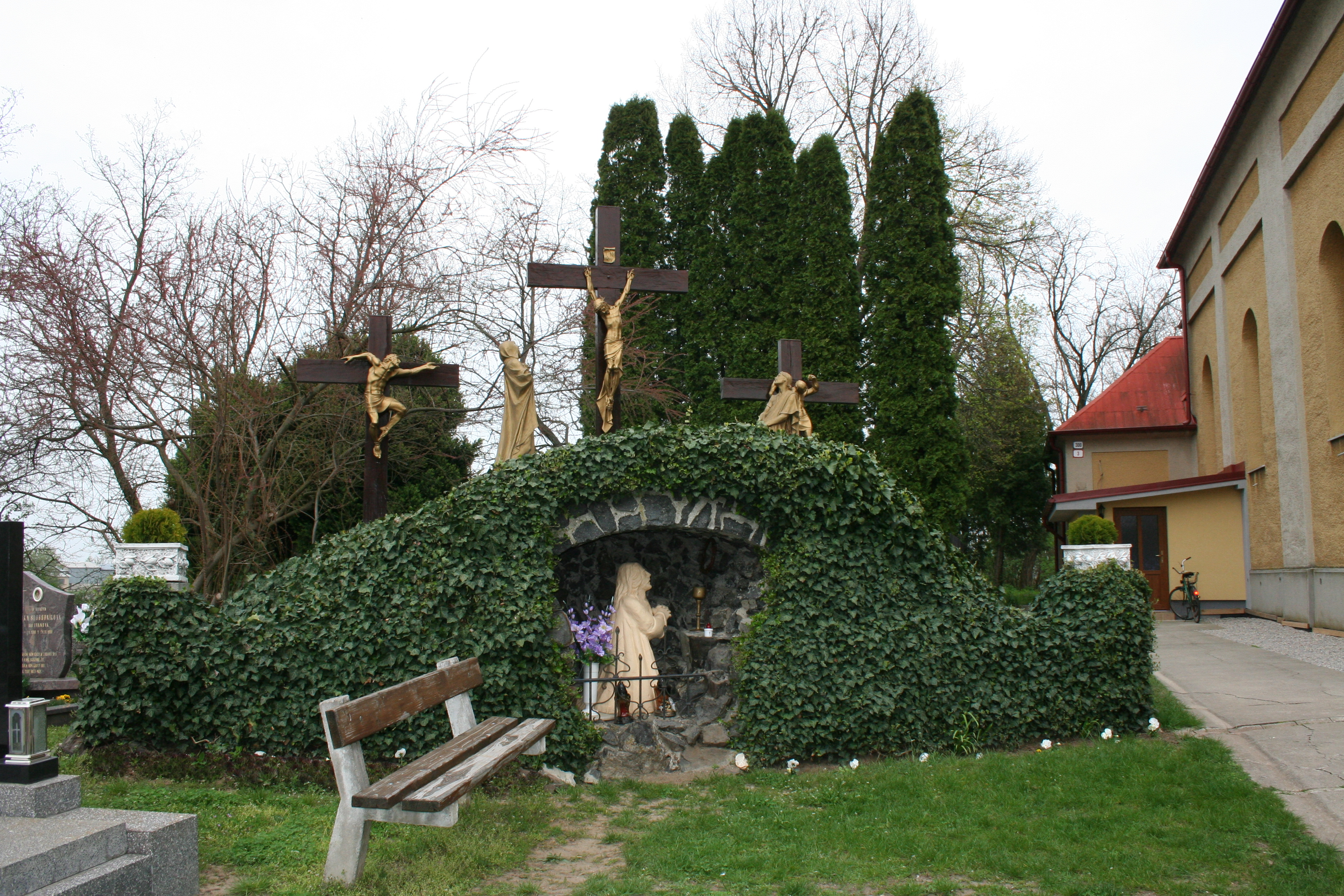
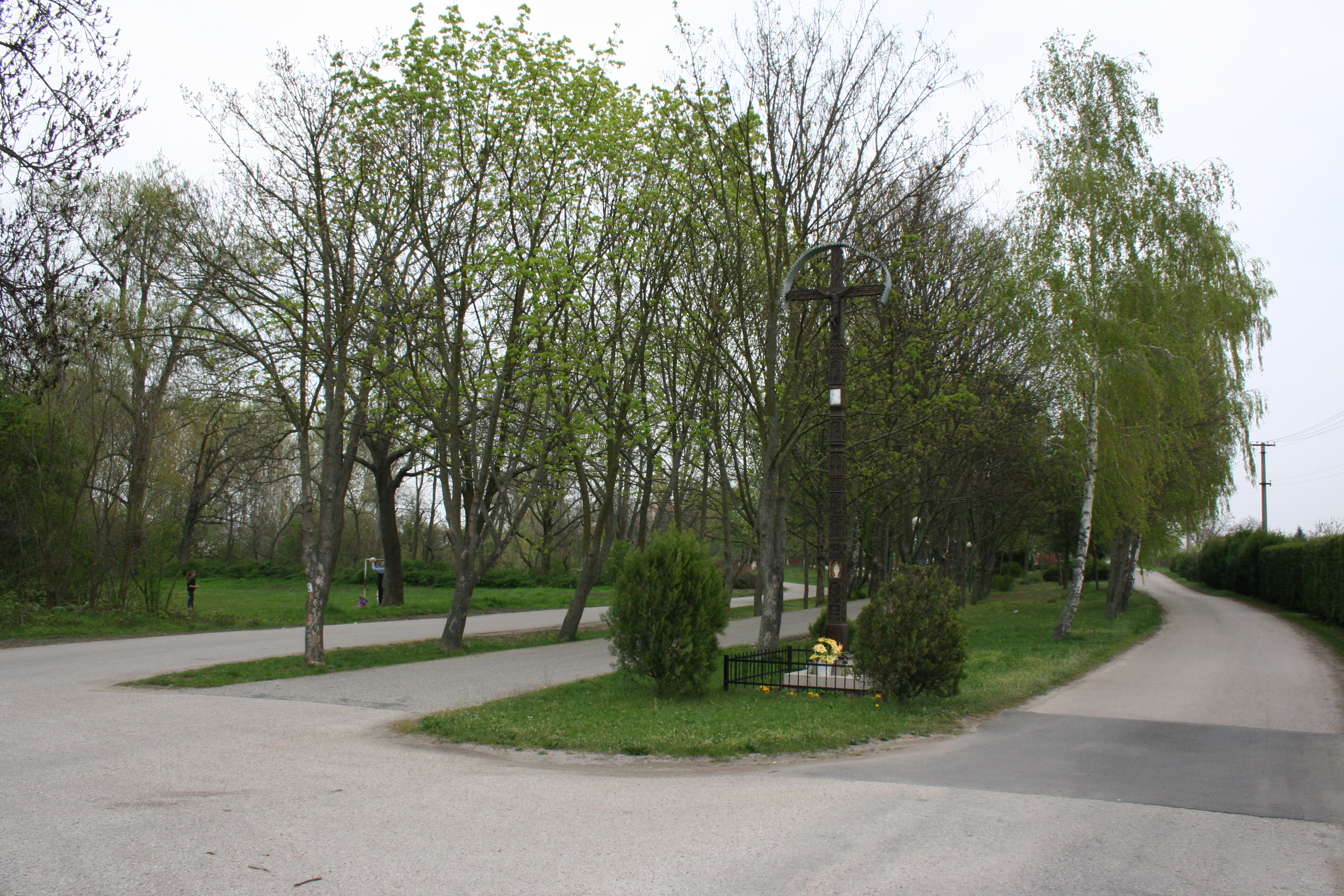
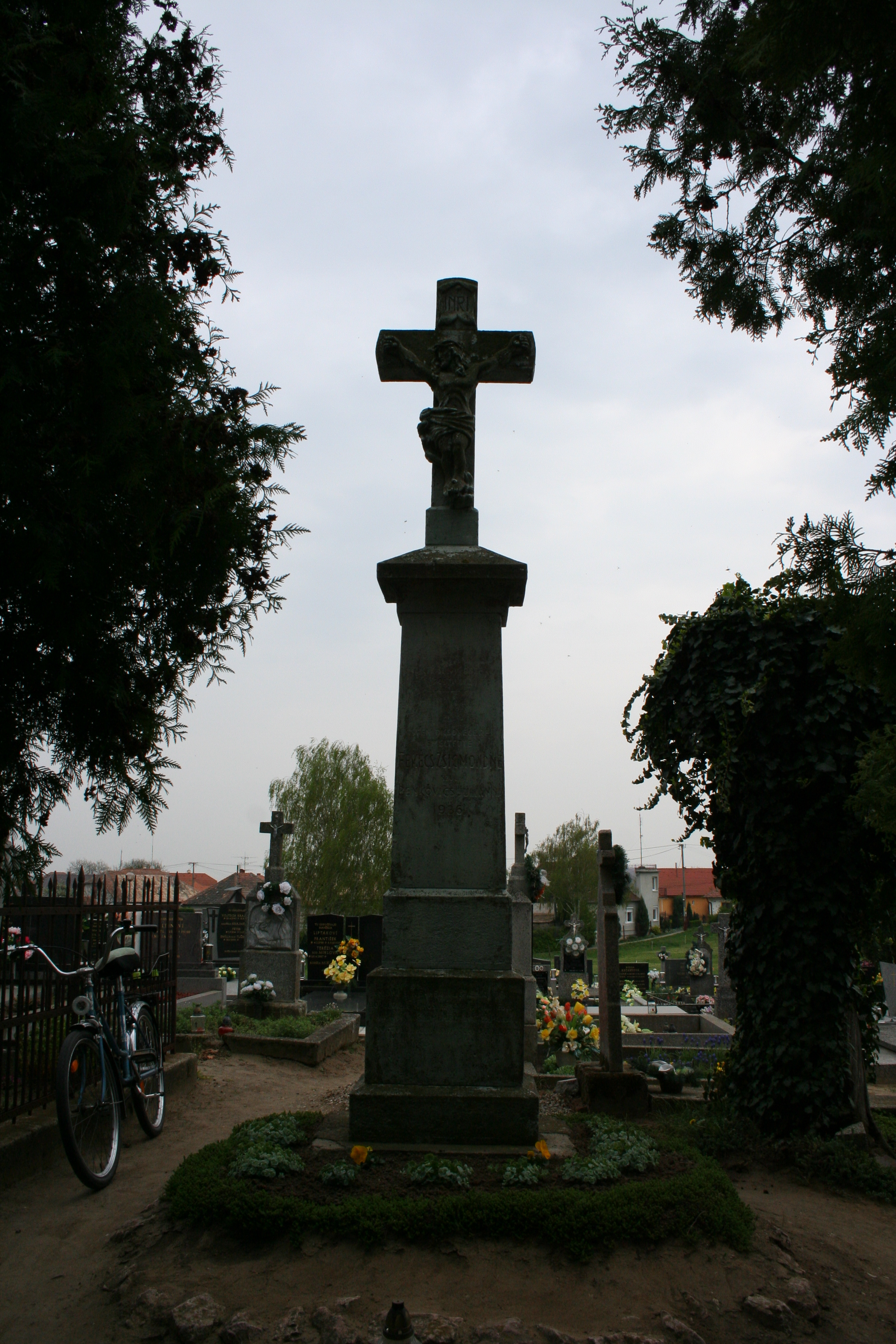
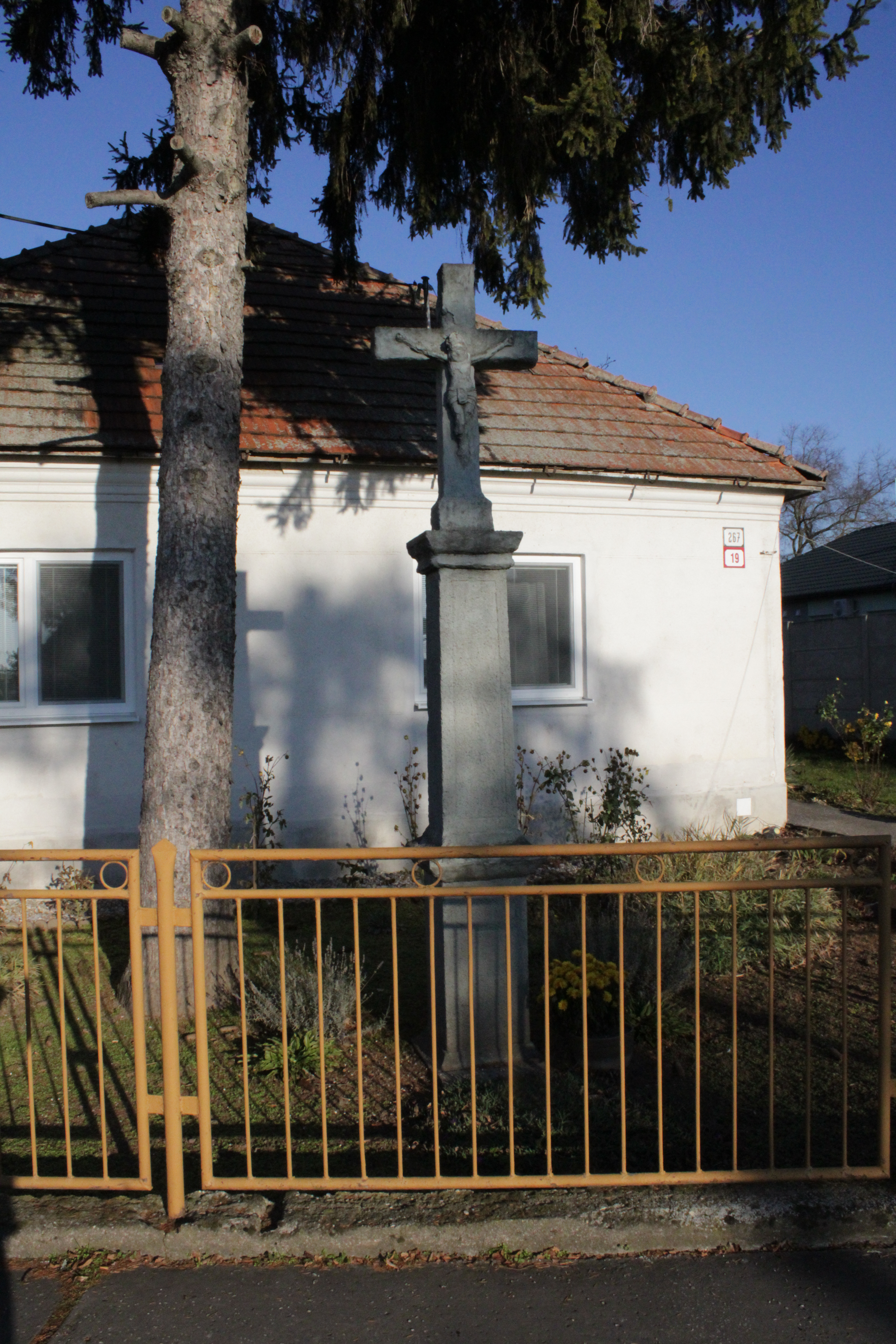
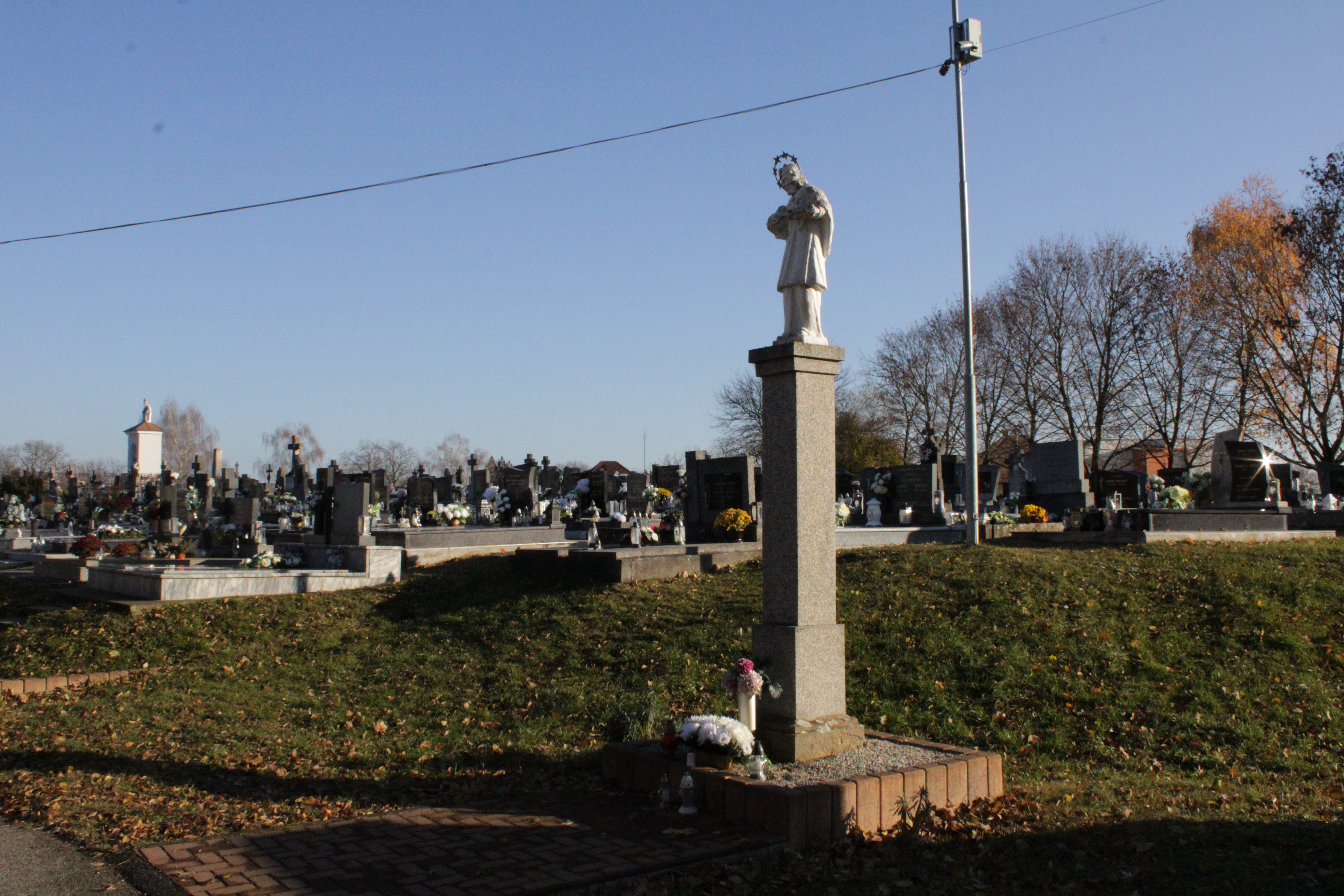
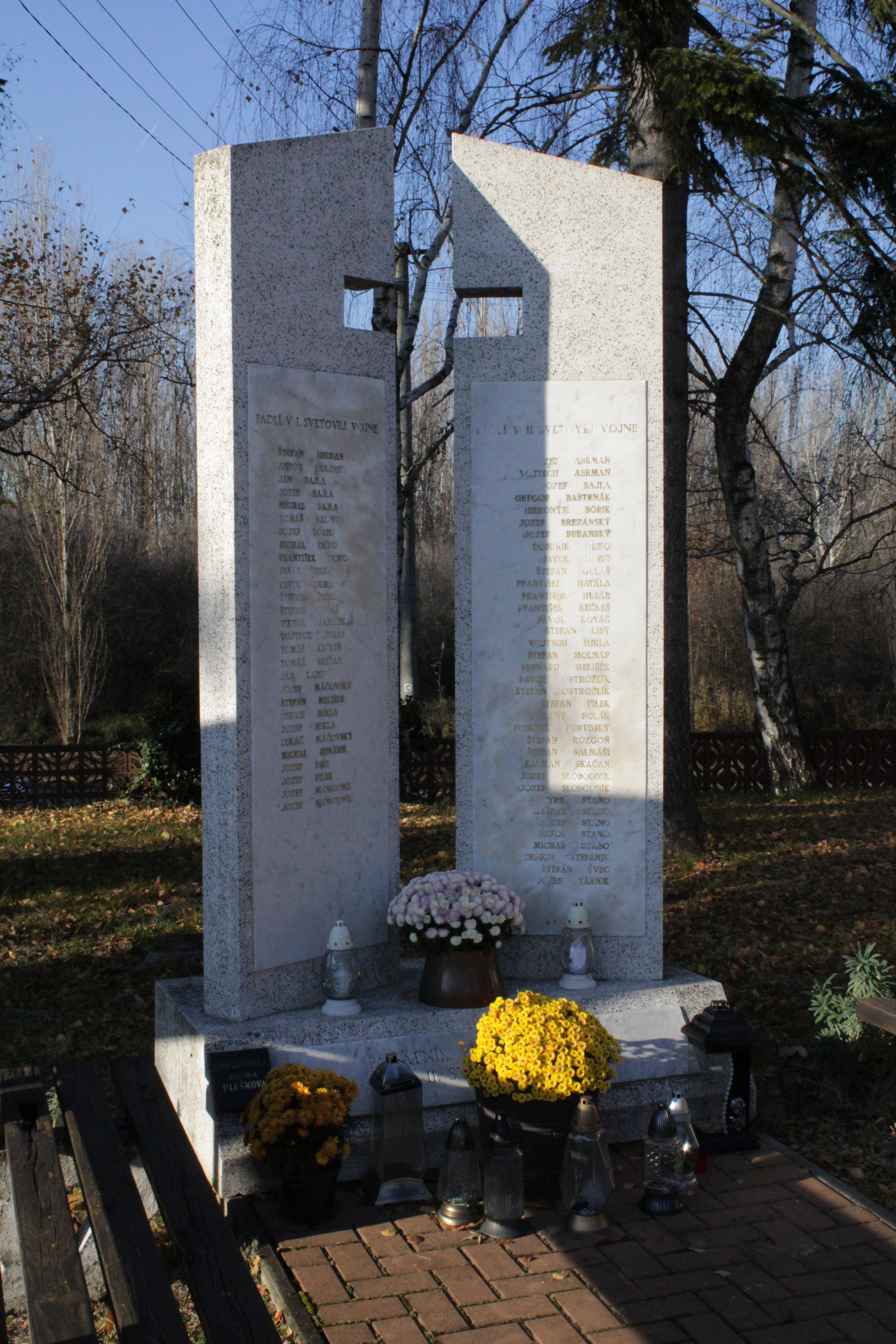
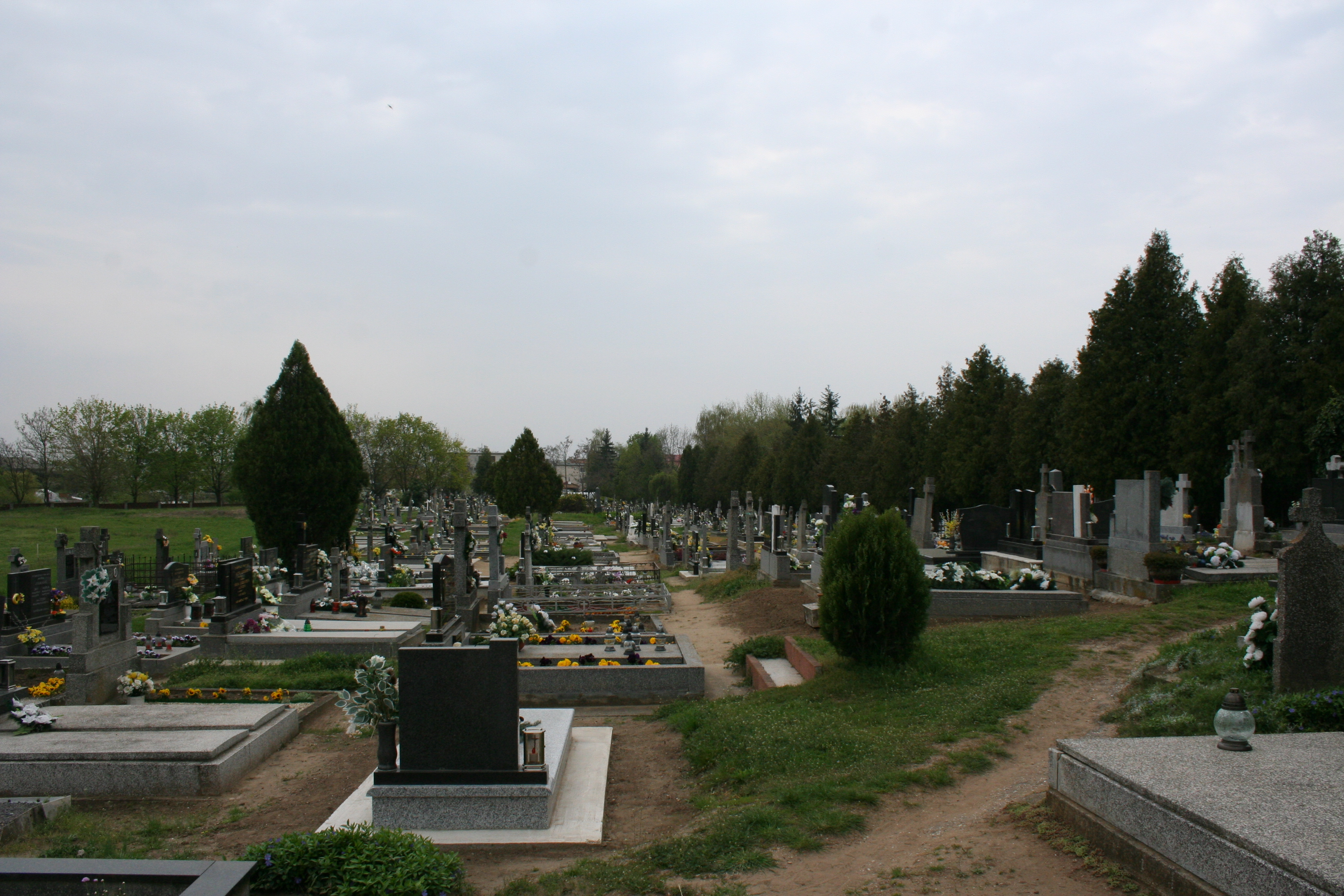

- A Szentcsalád és Szent Imre tiszteletére szentelt római katolikus temploma 1873-ban épült. Orgonáját 1904-ben installálta a Rieger cég.[8]